# Кефалония
Кефалония̀ (на гръцки: Κεφαλλονιά) е гръцки остров в Йонийско море, най-големият от групата на Йонийските острови с площ 734 km².

## География
Дължината му от север на юг е 40 km, а широчината достига до 24 km. На североизток протока Итака (минимална ширина 3 km) го отделя от остров Итака, а на 15 km на юг е разположен остров Закинтос. Бреговата му линия, особено на запад, север и изток е силно разчленена, като тук дълбоко в сушата се врязват заливите Ливади, Мирто и Сами. Изграден е предимно от варовици, образуващи обширно плато и къси хребети със стръмни склонове. Максимална височина връх Енос 1627 m, издигащ се в южната му част. Намира се в силна сеизмична зона. В 1953 г. пострадва значително от опустошително земетресение. Покрай брега се простира тясна крайбрежна равнина. Големи участъци от острова са обрасли с вечнозелени и листопадни храсти и малки борови горички. Отглеждат се маслини, тютюн, лозя и овощни градини. Най-големият град и столица на едноименната провинция е Аргостоли. Населението на острова е 35 800 души (2011 г.).

## История
Според една от версиите островът получил името си от митологическия герой Кефал (Cephalus). Кефал бил син на Хермес. След като Кефал помогнал на Амфитрион във война и за награда той му дал острова, който днес носи неговото име. Според друга версия името означава – „остров с глава“ и е свързано с името на скалата Кефалус.
През XII – XV век островът е феодално владение, ведно със съседния Закинтос – графство Кефалония и Закинтос. В края на XIX век на острова се преселва италианско население – рибари и търговци от южна Италия и Сицилия.
В годините на Втората световна война остров Кефалония е окупиран през 1941 година от италианската армия. През септември 1943 година Италия капитулира и след подписаното примирие обявява война на Германия. На остров Кефалония пристигат германски части. Намиращата се на острова италианска Тридесет и трета пехотна дивизия „Акуи“ командвана от генерал Антонио Гандин отхвърля ултиматума даден и от германските части на подполковник Ханс Барге за разоръжаване и капитулация и води 7 дневни успешни боеве на острова срещу германските войски потапяйки два германски кораба, но на 21 септември 1943 година на Кефалония са прехвърлени крупни германски планински поделения командвани от майор фон Хиршфелд и италианските войски попадат в обкръжение и са пленени. Германците разстрелват 8400 италианци от дивизията „Акуи“ в това число и генерал Антоно Гандин, чието тяло е хвърлено в морето. Други части от италианските войски на острова са въдворени във военнопленнически лагери а трета част от италианците се сражава заедно с гръцките партизани от ЕЛАС и на 29 септември 1944 година след съвместна италиано-гръцка офанзива Кефалония е освободена от германска окупация.

## В литературата и изкуството
- „Мандолината на капитан Корели“
- Вентури, Марчело „Бял флаг над Кефалония“
- „Кефалония“ – италиански игрален филм 2005 г., с участието на Лука Дзингарети
- „Капитан Корели“ – игрален филм, САЩ, 2001 г. с участието нa Никълъс Кейдж и Пенелопе Крус.